# Люк Кемпбелл
Люк Кемпбелл (англ. Luke Campbell; нар. 27 вересня 1987) — британський професійний боксер, олімпійський чемпіон, чемпіон Європи, призер чемпіонату світу серед аматорів.

## Аматорська кар'єра
Кемпбелл виступав у аматорах за збірну Великої Британії з 2006 по 2012 роки. За цей час ставав чемпіоном Англії.
На чемпіонаті Європи-2008 (вагова категорія до 54 кг) переміг Ніколу Маговача (Сербія), В'ячеслава Гожана (Молдова), Едуарда Абзалімова (Росія), Дениса Макарова (Німеччина) і у фіналі Детеліна Далаклієва (Болгарія) — (+)5-5 і став чемпіоном.
На чемпіонаті Європи-2011 в Анкарі (вагова категорія до 56 кг) програв у чвертьфіналі господарю турніру Фуркану Улаш Меміш.
На чемпіонаті світу-2011 (вагова категорія до 56 кг) здобув п'ять перемог, а у фіналі програв Лазаро Альваресу (Куба) — 10-14 і отримав срібну медаль.
На Олімпійських іграх-2012 у Лондоні (вагова категорія до 56 кг) став чемпіоном.
- В 1/8 фіналу переміг Яхина Вітторіо Паррінелло (Італія) — 11-9;
- У чвертьфіналі переміг Детеліна Далаклієва (Болгарія) — 16-15;
- У півфіналі переміг Сатосі Сімідзу (Японія) — 20-11;
- У фіналі переміг Джона Невіна (Ірландія) — 14-11.

## Професійна кар'єра
На початку 2013 року Люк Кемпбелл вирішив спробувати свої сили у професійному боксі і підписав контракт із відомим британським промоутером Едді Хірном. У дебютному бою 13 липня 2013 року Кемпбелл здобув перемогу вже за 1 хвилину і 28 секунд. У грудні 2015 року в Лондоні в бою з французом Іваном Менді вперше у професійній кар'єрі Кемпбелл побував у нокдауні. Бій тривав увесь відведений час, і його результатом стала перша поразка Кемпбелла розділеним рішенням суддів. Здобувши кілька перемог після тієї поразки Кемпбелл завоював титул *срібного* чемпіона за версією WBC і отримав статус обов'язкового претендента на титул чемпіона світу за версією WBA у легкій ваговій категорії.
23 вересня 2017 року відбувся бій між чемпіоном світу за версією WBA венесуельцем Хорхе Лінаресом (43-3, 27 КО) і Кемпбеллом, по закінченню якого розділеним рішенням суддів чемпіон зберіг за собою титул. У 2 раунді Кемпбелл побував у нокдауні.
21 вересня 2018 року відбувся бій за статус обов'язкового претендента на титул чемпіона світу за версією WBC у легкій ваговій категорії між Люком Кемпбеллом та Іваном Менді (40-5-1, 19 КО). Кемпбелл впевнено переміг одноголосним рішенням суддів, реваншувавшись за поразку трирічної давнини.
У травні 2019 року WBC ухвалила рішення провести бій за свій вакантний титул чемпіона у легкій ваговій категорії між офіційним претендентом Люком Кемпбеллом і діючим чемпіоном світу за версіями WBA\WBO у легкій ваговій категорії Василем Ломаченко. Бій відбувся 31 серпня на лондонській арені O2, де перемогу в 12-раундовому поєдинку святкував українець. В 11 раунді Кемпбелл побував у нокдауні, але довів бій до кінця.
2020 року Кемпбелл отримав право на бій за титул «тимчасового» чемпіона за версією WBC в легкій вазі проти непереможного Раяна Гарсії (США). Спочатку бій планували на 5 грудня 2020 року, але під час підготовки Кемпбелл підхопив ковід, через що бій відбувся 2 січня 2021 року. Бій розпочався натиском Гарсії, але у другому раунді він пропустив лівий хук від Кемпбелла і опинився в нокдауні. Втім Кемпбелл не пішов добивати суперника після продовження бою, і Гарсія почав відігрувати очки. Наприкінці п'ятого раунду вже він потряс Кемпбелла, а у сьомому раунді завдав жорсткого удару в печінку, і британець не зміг продовжити бій.